# Paid
Paid ist ein US-amerikanischer Spielfilm aus dem Jahr 1930 mit Joan Crawford unter der Regie von Sam Wood. Der Film war ein großer Erfolg und ermöglichte Crawford den Sprung ins dramatische Fach, nachdem sie in den Jahren vorher meist in leichten Romanzen und Flapper-Komödien aufgetreten war. 

## Handlung
Die junge Verkäuferin Mary Turner wird unschuldig zu einer Gefängnisstrafe von 3 Jahren verurteilt. Ihr Arbeitgeber Edward Gilder hat das Mädchen fälschlich eines Diebstahls bezichtigt. Noch im Gerichtssaal schwört sie Rache. Die harten Bedingungen im Frauengefängnis machen aus der naiven Mary eine hartgesottene Kriminelle, die nach ihrer Entlassung einen Erpresserring gründet. Aus der Erfahrung klug geworden, schafft es Mary, bei den Aktivitäten immer gerade am Rande der Legalität zu bleiben. 
Ihre Rache an Edward Gilder kommt in Person von Bob Gilder, seinem etwas weltfremden Sohn. Mary verführt den Jungen und schafft es, ihn vor den Traualtar zu bekommen. Das Entsetzen im Hause Gilder ist groß und die Familie setzt alles in Bewegung, um die Ehe annullieren zu lassen. Die Dinge nehmen noch einige dramatische Verwicklungen, ehe Mary und Bob ihr Glück finden.

## Hintergrund
Joan Crawford war in den letzten Tagen des Stummfilms durch die Darstellung sorgloser junger Frauen, damals Flapper genannt, zu Ruhm gelangt. 
Mit der wirtschaftlichen Unsicherheit im Zuge der Weltwirtschaftskrise waren tiefgreifende Änderungen in der Gesellschaft verbunden. Während Musicals, Revuefilme und Salonkomödien, die die Probleme der Oberen Zehntausend schilderten, rasch an Popularität verloren, etablierten sich neue Genres wie Horrorfilme und Gangsterfilme. Zunehmend wurden auch sozialkritische Filme produziert, die einen besorgten Blick auf Missstände in der Gesellschaft warfen. Der gewandelte Zuschauergeschmack führte dazu, dass das Rollenbild des Flappers als sorglose junge Frau, die ohne materielle Sorgen das Leben als Abfolge von Vergnügungen begreift, rasch passé wurde. Das Studio wandelte vor diesem Hintergrund ab dem Jahr 1930 das Image von Joan Crawford hin zur ambitionierten Frau, die ihre Lebensumstände aus eigener Kraft verbessern will. An diesem Punkt ihrer Schauspielkarriere spielte sie daher oft Arbeitermädchen, die den sozialen Aufstieg schaffen. 
Zum ersten Mal wurde der Wandel in Our Blushing Brides manifest, wo Joan Crawford eine Verkäuferin darstellte. Der Film wirft am Beispiel von drei Freundinnen die Frage auf, inwieweit in Zeiten wirtschaftlicher Unsicherheit moralische Standpunkte und Werte wie Tugend und Integrität Bestand haben können. Darüber hinaus wird aufgezeigt, wie tradierte Moralvorstellungen über Ehe und Sexualität unter den veränderten gesellschaftlichen Bedingungen zur Disposition stehen müssen. Dieses Grundmuster wurde in den nächsten Filmen nur geringfügig variiert.
Paid sollte für Crawford ein Meilenstein in ihrer Karriere werden, als es der erste Auftritt als dramatische Schauspielerin war. Der Film basiert auf dem erfolgreichen Stück Within the Law von Bayard Veiller, das unter seinem Originaltitel mit Erfolg bereits mehrfach auf die Leinwand gebracht worden war, so mit Alice Joyce 1917 und mit Norma Talmadge im Jahr 1923. Das Studio hatte für die Rolle der Mary Turner zunächst an Norma Shearer gedacht, die jedoch unmittelbar vor Drehbeginn schwanger wurde. Schließlich überzeugte Crawford die Verantwortlichen, ihr die Rolle zu übertragen. Typisch für einen Crawford-Film schildert die erste Hälfte des Films mehr oder weniger realistisch Armut und Entbehrung und scheut dabei nicht zurück, auf die teilweise skandalösen Zustände in den Frauengefängnissen hinzuweisen. Im weiteren Verlauf der Handlung entwickelt sich Mary allerdings rein äußerlich immer mehr zu einer Angehörigen der besseren Gesellschaft mit den entsprechenden Attributen wie Pelzmänteln, aufwändigen Abendkleidern sowie teurem Schmuck.
Daneben ist der Film ein gutes Beispiel für den Einfluss von Greta Garbo auf ihre Schauspielkolleginnen. Besonders nach 1930 wurde es eine regelrechte Mode, gewisse Äußerlichkeiten von Garbo zu kopieren. Viele Schauspielerinnen akzentuierten ihre Augen und Wangenknochen durch bestimmte Lichteffekte. Beliebt waren auch Effekte in der Modulation der Stimme, um eine geheimnisvolle, gedankenverlorene Aura hervorzurufen. Auch Joan Crawford durchlief beginnend mit Paid diese Garbo-Periode und passte sowohl ihr Aussehen und ihre Frisur als auch ihre Modulation bewusst an Garbo an.
Während der Dreharbeiten befreundete sich Joan Crawford mit Marie Prevost, deren Karriere mit dem Aufkommen des Tonfilms rapide im Schwinden lag. Als die Schauspielerin 1937 erst nach Tagen tot in ihrer Wohnung entdeckt wurde, befand sich unter den Hinterlassenschaften auch ein von Joan Crawford ausgestellter Scheck.
In Österreich kam der Film im Jahr 1931 unter dem Titel Die Königin der Unterwelt in den Verleih.
Noch Jahrzehnte später war die Schauspielerin stolz auf ihre Leistung. Gegenüber Roy Newquist meinte sie: 

„…meine erste hochdramatisch Rolle und ich habe einen guten Job gemacht, einen verdammt guten Job.“

## Kinoauswertung
Die Produktionskosten beliefen sich am Ende auf 385.000 US-Dollar, was ungefähr dem Durchschnitt für einen MGM-Film entsprach. An der Kinokasse erwies sich Paid als populär und spielte mit 920.000 US-Dollar mehr Geld in den USA ein, als jeder Crawfordfilm vorher. Mit Auslandseinnahmen in Höhe von 311.000 US-Dollar und einem kumulierten Gesamtergebnis von 1.231.000 US-Dollar konnte das Studio am Ende einen hohen Gewinn von 415.000 US-Dollar erwirtschaften. Joan Crawford etablierte sich als einer der wirtschaftlich wertvollsten Stars von MGM.

## Kritiken
Die zeitgenössischen Kritiker lobten den Film. 
The New York Times befand:

„Miss Crawford und Miss Prevost sind sehr gut in ihren Rollen.“

Photoplay, ein damals einflussreiches Branchenblatt meinte: 

„Warten Sie, bis sie Joan Crawford in dieser machtvollen dramatischen Rolle sehen! Die Geschichte ist mitreißend und Joan ist einfach großartig!“